# Jacques Delors
Jacques Lucien Jean Delors, född 20 juli 1925 i Paris, död där 27 december 2023, var en fransk politiker. Han var Frankrikes finansminister 1981–1984 och Europeiska kommissionens ordförande 1985–1995.

## Biografi
Delors far arbetade som lägre tjänsteman på Banque de France, den franska centralbanken. Delors själv började vid banken 1945, fick med tiden en chefsposition och stannade till 1962. Han tog också en examen i nationalekonomi från Sorbonneuniversitetet. Delors var parallellt med sin bankkarriär aktiv i fackförbundet Confédération Française des Travailleurs Chrétiens (CTFC, som 1964 blev Confédération Française Démocratique du Travail, CFDT) och blev ekonomisk rådgivare där 1950. År 1962 började han vid statens allmänna planeringskommission, där han ledde avdelningen för sociala frågor.
Jacques Delors var chefsrådgivare i sociala frågor åt den gaullistiske premiärministern Jacques Chaban-Delmas från 1969 till 1972. Han gick först 1974 med i det franska socialistpartiet och blev 1976 partiets nationella delegat för internationella ekonomiska frågor. Han valdes in i det första direktvalda Europaparlamentet 1979 där han stannade till 1981, och var ordförande i kommittén för ekonomiska och monetära frågor. 
Åren 1981–1984 var han finansminister under president François Mitterrand. Vid denna tid befann sig den franska ekonomin i lågkonjunktur och Delors var inledningsvis ansvarig för partiets återhämtningsplan, som innefattade ökad statlig styrning och ökade utgifter. Efter en tid övertygade Delors istället Mitterand om att acceptera ett besparingsprogram som lyckades förbättra den ekonomiska stabiliteten.
Som Europeiska kommissionens ordförande från 1985 spelade Delors en pådrivande roll för att utveckla den inre marknaden, europeiska integrationen och Europeiska gemenskapen. Under hans ordförandetid antogs europeiska enhetsakten (1987) och Maastrichtfördraget (1993), med bland annat den ekonomiska och monetära unionen (EMU).
När han lämnade posten som kommissionsordförande 1995 ansågs han vara en toppkandidat för det franska presidentvalet samma år, men han avstod från att kandidera.
Delors grundade 1996 tankesmedjan Notre Europe. 2015 utnämndes han till europeisk hedersmedborgare av Europeiska rådet.

### Privatliv
Jacques Delors är far till Martine Aubry, borgmästare i Lille sedan 2001 och partiledare för det franska socialistpartiet mellan 2008 och 2012. 

## Utmärkelser och priser
- Storkorset av Isabella den katolskas orden,  1985[4][5]
- Riddare av Hederslegionen,  7 mars 1985[6]
- Storkors av Kristi militärorden,  16 maj 1986[7]
- Storkorset av Henrik Sjöfararens orden,  31 oktober 1987[7]
- Prinsessan av Asturiens pris för internationellt samarbete,  1989
- Fyra friheters-priset – Frihetsmedaljen,  1990
- Karlspriset,  28 maj 1992[8]
- Hedersdoktor vid Universitetet i Salamanca,  1994[9]
- Robert Schumanmedaljen,  1995
- Ernst Reuter-Medaljen,  1995
- Erasmuspriset,  1997[10]
- Deutscher Staatsbürgerpreis,  1997
- Kataloniens internationella pris,  1998
- Officer av Hederslegionen,  2 april 1999[6]
- Kommendör av Hederslegionen,  25 mars 2005
- Weltwirtschaftlicher Preis,  2006[11]
- Leonardo European Corporate Learning Award,  2010
- Hedersdoktor vid institut catholique de Paris,  24 november 2011
- Baden-Württembergs förtjänstorden,  2013
- Europeisk hedersmedborgare,  26 juni 2015[12]
- Hommage national,  5 januari 2024[13]
- Hedersdoktor vid Portos universitet
- Hans Böckler Preis
- Bayerska förtjänstorden
- Stort hederstecken i guld med band av Österrikiska republikens förtjänstorden
- Hedersdoktor vid Université catholique de Louvain
- Storkorset av Peruanska Solorden
- Terra Mariana-korsets orden, första klass
- Storkorset av Ungerska förtjänstorden
- Hedersdoktor vid Keiouniversitetet
- Storkors av Republiken Polens förtjänstorden
- Förbundsrepubliken Tysklands förtjänstorden - storkors

[Redigera Wikidata]